# Opilio conigerus
Opilio conigerus is een hooiwagen uit de familie echte hooiwagens (Phalangiidae).